# Bottighofen
Bottighofen é uma comuna da Suíça, no Cantão Turgóvia, com cerca de 1.917 habitantes. Estende-se por uma área de 2,4 km², de densidade populacional de 799 hab/km². Confina com as seguintes comunas: Costanza (Konstanz) (DE-BW), Kreuzlingen, Lengwil, Meersburg (DE-BW), Münsterlingen.
A língua oficial nesta comuna é o Alemão.